# Philippe Descola
Philippe Descola, nacido el 19. Junio 1949 (19 de junio de 1949) en París, es un antropólogo francés y filósofo colombiano.
Estudió filosofía en la École normale supérieure de Saint-Cloud y etnología en la École pratique des hautes études. Hizo su tesis bajo la dirección de Claude Lévi-Strauss. Especialista en los pueblos indígenas de la Amazonia y sobre todo de los achuar de Ecuador, a los cuales ha consagrado dos libros, Philippe Descola se dedica al estudio de los modos de socialización de la naturaleza. En su última obra, Par-delà la nature et culture propone una teoría de los "modos de identificación" mediante la cual considera que los humanos, sea cual sea su cultura y su época, han desarrollado cuatro tipos de ontología : el naturalismo, el animismo, el totemismo y el analogismo. Para Descola no existen otros modos de concebir los seres que estos cuatro ; la cosmovisión de cualquier pueblo se vincula a uno de ellos. Para dar cuenta de los casos dudosos, Descola admite sin embargo la posibilidad de que ciertas instituciones sociales tengan rasgos híbridos. Defiende por otra parte la idea de que estos modos de concepción de los seres están virtualmente presentes en cualquier humano, pero que solo uno de ellos es prioritariamente activado/valorizado por una sociedad o una cultura particular. Con este argumento deja abierta la posibilidad de "naturalizar" su propia teoría : se vuelve posible postular que los diversos tipos de ontología que identifica, son modos de aprehensión de la diversidad del medio ambiente "integrado" al cerebro humano.